# Cyathea dudleyi
Cyathea dudleyi är en ormbunkeart som beskrevs av R. M. Tryon. Cyathea dudleyi ingår i släktet Cyathea och familjen Cyatheaceae. Inga underarter finns listade.